# Exoneura roddiana
Exoneura roddiana är en biart som beskrevs av Rayment 1946. Exoneura roddiana ingår i släktet Exoneura och familjen långtungebin. Inga underarter finns listade i Catalogue of Life.

## Bildgalleri

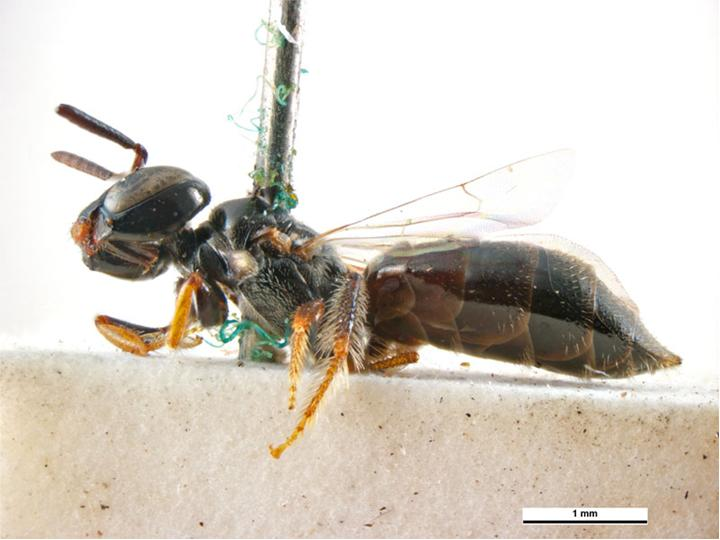